# Pitakpong Kulasuwan
Pitakpong Kulasuwan (thailändisch พิทักษ์พงษ์ กุลสุวรรณ; * 11. Februar 1988 in Roi Et) ist ein ehemaliger thailändischer Fußballspieler.

## Karriere
Pitakpong Kulasuwan erlernte das Fußballspielen in der Jugendmannschaft von IPE Mahasarakham in Maha Sarakham. Seinen ersten Vertrag unterschrieb er 2010 beim Drittligisten Mahasarakham FC. Nach 48 Spielen in der Regional League Division 2 wechselte er 2013 nach Khon Kaen zum Zweitligisten Khon Kaen FC. Nachdem er 2014 mit dem Verein in die Dritte Liga abgestiegen war, verließ er Khon Kaen und schloss sich dem Erstligisten BEC Tero Sasana FC aus Bangkok an. Für BEC spielte er 38 Mal in der Thai Premier League. 2017 unterschrieb er einen Vertrag beim Ligakonkurrenten Muangthong United. Der Club ist in Pak Kret, einem nördlichen Vorort der Hauptstadt Bangkok, beheimatet. Mit Muangthong wurde er 2017 Vizemeister. Außerdem gewann er mit dem Team den Thai League Cup, den Thailand Champions Cup und die Mekong Club Championship. Die Saison 2018 wurde er an den Zweitligisten Udon Thani FC nach Udon Thani ausgeliehen. Nach Beendigung der Ausleihe verließ er Muangthong und schloss sich dem Erstligaabsteiger Police Tero FC an. Mit Police wurde er 2019 Meister der Zweiten Liga und stieg wieder in die Erste Liga auf. Von Dezember 2019 bis August 2021 war er vertrags- und vereinslos. Mitte August 2021 nahm ihn seine ehemaliger Verein Mahasarakham FC wieder unter Vertrag. Dort beendete er acht Monate später seine aktive Karriere.

## Erfolge
Muangthong United
- Thai League: 2017 (Vizemeister)
- Thai League Cup: 2017
- Thailand Champions Cup: 2017
- Mekong Club Championship: 2017

Police Tero FC
- Thai League 2: 2019  ▲